# Lokal arbetsmarknadsregion

Sveriges indelning i LA-regioner sedan 2010.

Lokal arbetsmarknadsregion, LA-region, är en indelning av Sverige i lokala arbetsmarknadsregioner som funnits som statistiskt begrepp sedan 1990. Revidering görs vart femte år. 
Regionförstoring innebär att LA-regioner växer samman när arbetspendlingen mellan kommuner som tidigare ingått i olika LA-regioner överstiger en viss nivå. Till följd av regionförstoringen har antalet LA-regioner minskat från 187 år 1970 till 82 år 2005.
Enligt SCB:s statistiska kriterier ställs två krav för att en kommun ska bilda centrum i en LA-region:
- Andelen av de förvärvsarbetande som arbetspendlar till andra kommuner får inte överstiga 20 procent.
- Andelen utpendlare till någon annan enskild kommun får inte överstiga 7,5 procent.

Om dessa två villkor är uppfyllda anses kommunen vara självförsörjande med arbetstillfällen och får utgöra centrum i en LA-region.
Övriga kommuner förs till den kommun mot vilken den största utpendlingen är riktad. För att inte LA-regionerna ska bli orimligt stora tillåts maximalt två länkar mellan den enskilda kommunen och den kommun som bildar centrum i LA-regionen.
Detta är grundprincipen bakom indelningen. Därutöver finns det ytterligare regler som utnyttjas mer sällan.